# Saison 3 des Mystères de l'Ouest
Cet article présente le guide des épisodes de la troisième saison de la série télévisée américaine Les Mystères de l'Ouest (The Wild Wild West).

## Fiche technique
- Pays : États-Unis
- Production : Columbia Broadcasting System (CBS)
- Producteurs : Bruce Lansbury, Leonard Katzman (associé)
- Scénariste : Michael Garrison (créateur)
- Département musique : 
  - Richard Markowitz : Compositeur du theme musical[1]
  - Bob Bain : Guitare[1]
- Direction artistique : William Craig Smith[2] (Sauf pour les épisodes "4", "8" et "22").
- Décorateur de plateau : Ray Mollyneaux[3]
- Image : 
  - Richard L. Rawlings (Sauf les épisodes "9", "12 et 13", "17 à 21" et "23").
  - Edward R. Plante (Épisodes "9", "12 et 13", "17 à 21" et "23").
- Langue : Anglais
- Format : Couleur / 1,33 : 1 / Mono
- Durée :
- Lieux de tournage : CBS Studio Center - 4024 Radford Avenue, Studio City, Los Angeles, California, USA

## Personnages principaux
- Robert Conrad (VF : Jacques Thébault) : James T. West
- Ross Martin (VF : Roger Rudel) : Artemus Gordon

## Épisodes

### Épisode 1:La Nuit de la constitution
- Titre original : The Night of the Bubbling Death
- Numéro(s) : 57 (3-01)
- Réalisateur : Irving J. Moore
- Scénariste(s) : David Moessinger (écriture)
- Distribution des rôles :
- Maquillage :
- Costumes :
- Musique : Jack Pleis (orchestration)
- Diffusion(s) : 
  -  États-Unis : 8 septembre 1967
  -  France :
- Invité(s) : Madlyn Rhue (Carlotta Waters), Harold Gould (Victor Freemantle), William Schallert (Silas Grigsby), Timothy Brown (Clint Cartwheel), Val Avery (Brad Logan), A.G. Vitanza (Pima), John Matthews (Chauffeur)…
- Résumé : West et Gordon doivent récupérer la constitution des États-Unis dans la forteresse d un révolutionnaire.

### Épisode 2:La Nuit du grand feu
- Titre original : The Night of the Firebrand
- Numéro(s) : 58 (3-02)
- Réalisateur : Michael Caffey
- Scénariste(s) : Edward J. Lakso (écriture)
- Musique : Richard Shores (orchestration)
- Distribution des rôles :
- Maquillage :
- Costumes :
- Diffusion(s) : 
  -  États-Unis : 15 septembre 1967
  -  France :
- Invité(s) : Pernell Roberts (Sean O'Reilley), Lana Wood (Sheila 'Vixen' O'Shaugnessy), Paul Lambert (Andre Durain), Len Wayland (Major Jason), Russ McCubbin (Briscoe), Zack Banks (Pierre), Paul Prokop (Clint Hoxie).
- Résumé : …Le hors-la-loi Shawn O'Riley a pour ambition de déclencher une révolution au Canada. Le président Grant envoie James West à Fort Savage pour qu'il l'en empêche...

### Épisode 3:La Nuit de la conspiration
- Titre original : The Night of the Assassin
- Numéro(s) : 59 (3-03)
- Réalisateur : Alan Crosland Jr.
- Scénariste(s) : Earl Barret et Robert C. Dennis
- Musique : Walter Scharf (orchestration)
- Distribution des rôles :
- Maquillage :
- Costumes :
- Diffusion(s) : 
  -  États-Unis : 22 septembre 1967
  -  France :
- Invité(s) : Robert Loggia (Col. Arsenio 'Arsenic' Barbossa), Ramón Novarro (Don Tomas), Donald Woods (Griswold), Conlan Carter (Halvorsen), Nina Roman (Col. Lupita Gonzalez), Nate Esformes (Perrico Mendoza), Phyllis Davis (Lt. Ramirez), Carlos Romero (le Lieutenant), Frank Sorello (President Juarez), Juan Talavera (Soldat #1).
- Résumé : …James et Artemus parviennent à empêcher l'assassinat du président mexicain. Mais alors qu'ils ramènent le présumé tireur au Texas ils sont attaqués par un groupe de rebelles dirigés par le colonel Barbossa...

### Épisode 4:La Nuit de la mort du Dr Loveless
- Titre original : The Night Dr. Loveless Died
- Numéro(s) : 60 (3-04)
- Réalisateur : Alan Crosland Jr.
- Scénariste(s) : Henry Sharp
- Musique : Morton Stevens (superviseur musique)
- Direction artistique : Robert Crawley Sr.[4]
- Distribution des rôles :
- Maquillage : Don Schoenfeld
- Costumes : Jack Mush
- Diffusion(s) : 
  -  États-Unis : 29 septembre 1967
  -  France :
- Invité(s) : Michael Dunn (Dr. Miguelito Loveless), Susan Oliver (Triste), Anthony Caruso (Deuce), Robert Ellenstein (Arthur Tickle), Jonathan Hole (le directeur de la banque), Chubby Johnson (Shérif Quayle), Peter Hale (Layden), Lew Brown (Garde), Deborah Lee (Fille #1), Marty Koppenhafer (Fille #2)…
- Résumé : …West et Gordon se rendent à Hayes City pour identifier le corps de l'infâme Dr Loveless.

### Épisode 5:La Nuit du pur-sang
- Titre original : The Night of Jack O'Diamonds
- Numéro(s) : 61 (3-05)
- Réalisateur : Irving J. Moore
- Scénariste(s) : Denne Bart Petitclerc (écriture)
- Musique : Richard Markowitz (orchestration)
- Distribution des rôles :
- Maquillage :
- Costumes :
- Diffusion(s) : 
  -  États-Unis : 6 octobre 1967
  -  France :
- Invité(s) : Frank Silvera (El Sordo), Mario Alcalde (Capt. Raul Fortuna), Marie Gomez (Isabel), James Almanzar (Gregorio), David Renard (Enrique), Rico Alaniz (Chico), Louis Massad (Juan), Ref Sanchez (Antonio)…
- Résumé : …James et Artemus apportent un pur-sang comme cadeau au président mexicain, mais l'animal est subtilisé par des hors-la-loi au cours du voyage...

### Épisode 6:La Nuit du samouraï
- Titre original : The Night of the Samurai
- Numéro(s) : 62 (3-06)
- Réalisateur : Gunnar Hellström
- Scénariste(s) : Shimon Wincelberg
- Musique : Jack Pleis (orchestration)
- Distribution des rôles :
- Maquillage : Don Schoenfeld
- Costumes : Paula Giokaris et Jack Muhs
- Diffusion(s) : 
  -  États-Unis : 13 octobre 1967
  -  France :
- Invité(s) : Irene Tsu (Reiko O'Hara), Thayer David (Hannibal Egloff), Paul Stevens (Gideon Falconer), Khigh Dhiegh (Baron Saigo), John Hubbard (Clive Finsbury), Jerry Fujikawa (Prince Shinosuke), Jane Betts (Madame Moustache ), Helen Funai (Japanese Maiden), Anders Andelius (Soapy), Candy Ward (Handmaiden #1), Liz Germaine (Handmaiden #2), Carole Matthews (Handmaiden #3).
- Résumé : Alors que les autorités américaines s'apprêtent à rendre au Japon un sabre sacré qu'elles possédaient depuis de longues années, l'objet en question est dérobé. West et Gordon sont chargés de le retrouver de toute urgence.

### Épisode 7:La Nuit du pendu
- Titre original : The Night of the Hangman
- Numéro(s) : 63 (3-07)
- Réalisateur : James B. Clark
- Scénariste(s) : Peter G. Robinson, Ron Silverman (écriture)
- Musique : Morton Stevens (superviseur)
- Distribution des rôles :
- Maquillage : Don Schoenfeld
- Costumes : Jack Mush et Vou Lee Giokaris
- Diffusion(s) : 
  -  États-Unis : 20 octobre 1967
  -  France :
- Invité(s) : Martin E. Brooks (Franklin Poore), Sarah Marshall (Eugenia Rawlins), Ahna Capri (Abigail Moss), Paul Fix (Judge Blake), Harry Dean Stanton (Lucius Brand), Charles Lane (Roger Creed), Carolan Daniels (Mrs. Brand), Jesslyn Fax (Mrs. Peacock), John Pickard (Amos Rawlins), Gregg Palmer (Shérif Jonas Bolt)
- Résumé : Au cours d'une halte dans une petite ville du Kansas, les agents James West et Artemus Gordon sont chargés de rouvrir une affaire qui aurait pourtant dû être classée. En effet, il semble que la condamnation d'un homme, Lucius Brando, pour le meurtre du riche propriétaire de ranch, AmosbRawlins, n'ait été que le détonateur d'une affaire bien plus compliquée. Alors qu'ils reprennent l'enquête depuis le début, West et Gordon découvrent une piste complètement différente et qui ne mène pas du tout à l'homme qui a été arrêté.

### Épisode 8:La Nuit du trésor des Aztèques
- Titre original : The Night of Montezuma's Hordes
- Numéro(s) : 64 (3-08)
- Réalisateur : Irving J. Moore
- Scénariste(s) : Max Ehrlich (écriture)
- Distribution des rôles :
- Maquillage : Don Schoenfeld
- Costumes : Jack Mush
- Musique : Morton Stevens (superviseur)
- Direction artistique : Robert Crawley Sr.
- Diffusion(s) : 
  -  États-Unis : 27 octobre 1967
  -  France :
- Invité(s) : Ray Walston (Professeur Henry Johnson), Jack Elam (Zack Slade), Edmund Hashim (Colonel Pedro Sanchez), Roland LaStarza (Jake), Hal Jon Norman (Guide Indien), Roy Monsell (Dr. John Mallory), Eddie Little Sky (Chef Aztec), Carla Borelli (Sun Goddess), Ludmila Alixanova (Handmaiden).
- Résumé : …

### Épisode 9:La Nuit du cirque de la mort
- Titre original : The Night of the Circus of Death
- Numéro(s) : 65 (3-09)
- Réalisateur : Irving J. Moore
- Scénariste(s) : Arthur Weingarten (écriture)
- Musique : Jack Pleis (orchestration)
- Distribution des rôles :
- Maquillage : Don Schoenfeld
- Costumes : Paula Giokaris et Jack Muhs
- Diffusion(s) : 
  -  États-Unis : 3 novembre 1967
  -  France :
- Invité(s) : Philip Bruns (Abner Lennox), Joan Huntington (Mary Lennox), Arlene Martel (Erika), Paul Comi (Bert Farnsworth), Arthur Malet (Doc Keyno), Florence Sundstrom (Mrs. Moore), Dort Clark (Colonel Housley), Morgan Farley (Harry Holmes), Judi Sherven (Priscilla Goodbody), Merri Ashley (Girl), Sharon Cintron (Secrétaire), Ernie Misko (Garde), Barbara Hemmingway (Lola), John Armond (Bronzini).
- Résumé : …

### Épisode 10:La Nuit du faucon
- Titre original : The Night of the Falcon
- Numéro(s) : 66 (3-10)
- Réalisateur : Marvin J. Chomsky
- Scénariste(s) : Robert E. Kent (écriture)
- Musique : Leo Klatzkin (orchestration)
- Distribution des rôles :
- Maquillage : Don Schoenfeld
- Costumes : Paula Giokaris et Jack Muhs
- Diffusion(s) : 
  -  États-Unis : 10 novembre 1967
  -  France : 24 janvier 1970
- Invité(s) : Robert Duvall (Docteur Horace Humphries), Lisa Gaye (Lana Benson), Kurt Kreuger (Alex Heindorf), John Alderson (Clive Marchmount), Joseph Ruskin (Felice Munez), George Keymas (Silvio Balya), Douglas Henderson (Colonel James Richmond), Edward Knight (Général Lassiter), Gene Tyburn (Felton), Lynn Wood (une femme), Michele Tobin (Bonnie), Michael Shea (un garçon), William Phipps (Marshall), Warren Hammack (le Soldat)…
- Résumé : Après avoir assisté à la destruction totale d'une ville appelée Tonka Flats, les agents West et Gordon reçoivent une nouvelle menace de destruction de la ville de Denver. Exigeant une rançon, le Dr Horace Humphries, alias "Le Faucon", prévoit de tirer un seul obus d'un canon en forme de faucon vers cette ville de l'ouest. West et Gordon se rendent dans une cachette souterraine à la recherche du canon destructeur. Mais une fois à l'intérieur, les agents découvrent des chefs de syndicat de pays étrangers qui soumissionnent pour acheter cette arme massive pour leur propre usage.

### Épisode 11:La Nuit du vengeur
- Titre original : The Night of the Cut-throats
- Numéro(s) : 67 (3-11)
- Réalisateur : Alan Crosland Jr.
- Scénariste(s) : Edward J. Lakso (écriture)
- Musique : Morton Stevens (superviseur)
- Distribution des rôles :
- Maquillage : Don Schoenfeld
- Costumes : Jack Mush
- Diffusion(s) : 
  -  États-Unis : 17 novembre 1967
  -  France :
- Invité(s) :  Bradford Dillman (Mike Trayne), Beverly Garland (Sally Yarnell), Jackie Coogan (Shérif Koster), Walter Burke (John P. Cassidy), Shug Fisher (Jeremiah), Eddie Quillan (Hogan), Harry Swoger (le Barman), Lou Straley (le fonctionnaire), Quentin Sondergaard (un homme), Sharon Cintron (Waiting Lady), Marilyn Hare (Dame dans la Diligence).
- Résumé : D'habitude fort paisible, la petite ville de New Athens est en émoi. Sans cesse harcelés, de très nombreux habitants fuient sous la menace d'une bande de hors-la-loi impitoyables. D'après les informations dont disposent les services de police, il semble en effet que Michael Trayne, un dangereux malfaiteur, est de retour en ville. Après trois années passées à purger une peine de prison, il entend faire main basse sur les biens des habitants. Envoyés sur place, James West et Artemus Gordon tentent de trouver le repaire de Trayne afin de le neutraliser. Mais les plans machiavéliques de ce malfaiteur s'avèrent difficiles à contrecarrer.

### Épisode 12:La Nuit de la légion de la mort
- Titre original : The Night of the Legion of Death
- Numéro(s) : 68 (3-12)
- Réalisateur : Alex Nicol
- Scénariste(s) : Earl Barret et Robert C. Dennis (écriture)
- Musique : Richard Shores (orchestration)
- Distribution des rôles :
- Maquillage : Don Schoenfeld
- Costumes : Paula Giokaris et Jack Muhs
- Diffusion(s) : 
  -  États-Unis : 24 novembre 1967
  -  France :
- Invité(s) :  Kent Smith (Gouverneur Winston E. Brubaker), Anthony Zerbe (Deke Montgomery), Donnelly Rhodes (Capitaine Dansby), Karen Jensen (Catherine Kittridge), Toian Matchinga (Henriette Faure), Walter Brooke (Le Procureur), Alex Gerry (Le Juge), James Nusser (Reeves), Douglas Rowe (Attendant), Eliezer Behar (Warden), Thad Fitzgerald (Caporal #1), Ralph Thomas (Caporal #2), Robert Terry (Daniel Kittridge), Bill Erwin (Jury Foreman), Don Ross (Membre du Jury).
- Résumé : …

### Épisode 13:La Nuit du double jeu
- Titre original : The Night of the Turncoat
- Numéro(s) : 69 (3-13)
- Réalisateur : James B. Clark
- Scénariste(s) : Leigh Chapman, Peter G. Robinson et Ron Silverman (histoire)
- Musique : Morton Stevens (superviseur)
- Distribution des rôles :
- Maquillage : Don Schoenfeld
- Costumes : Paula Giokaris et Jack Muhs
- Diffusion(s) : 
  -  États-Unis : 1er décembre 1967
  -  France :
- Invité(s) :  John McGiver (Elisha Calamander), Marj Dusay (Crystal Fair), Douglas Henderson (Colonel James Richmond), Walker Edmiston (Preacher), Bebe Louie (Song), Brad Trumbull (Docteur), Noel Swann (Golem), Andy Davis (Hansbury), John Armond (le Serveur), George Sperdakos (Gardien), David Frank (deuxième Reporter), Richard Karie (Keeley), Kay Cousins (Matron), Frederick Combs (Garçon d'ascenseur), Jim Driskill (Barman), Dick Cangey (Moke), Frank Cappiello (Teller), Ron Brogan (Guard Officer).
- Résumé : …

### Épisode 14:La Nuit de la main d'acier
- Titre original : The Night of the Iron Fist
- Numéro(s) : 70 (3-14)
- Réalisateur : Marvin J. Chomsky
- Scénariste(s) : Ken Pettus (écriture)
- Musique : Jack Pleis (orchestration)
- Distribution des rôles :
- Maquillage : Don Schoenfeld
- Costumes :
- Diffusion(s) : 
  -  États-Unis : 8 décembre 1967
  -  France :
- Invité(s) :  Mark Lenard (Comte Draja), Lisa Pera (Comtesse Zorana), Bill Fletcher (Joe Stark), Ford Rainey (Pa Garrison), Ross Hagen (Gabe Kelso), Bo Hopkins (Zack Garrison), Wilhelm von Homburg (Abel Garrison), James Gavin (le shérif), Wayne Heffley (le député), Craig Shreeve (le reporter), Fred Stromsoe (Cal Garrison), Jerry Laveroni (Cass), Dick Cangey (Ben), Troy Melton (Harry), Whitey Hughes (George), Red West (Roy).
- Résumé : West et Gordon travaillent pour escorter Draja, un comte bosniaque portant une main droite en acier, à Washington pour son extradition. Un Gordon déguisé prend sa place dans le train, tandis que West et la vraie Draja prennent une route de retour pour empêcher le comte de récupérer une cachette d'or. Ils trouvent bientôt sur leur chemin une bande de justiciers en quête de récompense, tandis que la couverture de Gordon est menacée par l'apparition de la comtesse Zorana, vieille amie du comte.

### Épisode 15:La Nuit de la princesse
- Titre original : The Night of the Running Death
- Numéro(s) : 71 (3-15)
- Réalisateur : Gunnar Hellström
- Scénariste(s) : Edward J. Lakso (écriture)
- Musique : Jack Pleis (orchestration)
- Distribution des rôles :
- Maquillage : Don Schoenfeld
- Costumes : Paula Giokaris et Jack Muhs
- Diffusion(s) : 
  -  États-Unis : 15 décembre 1967
  -  France :
- Invité(s) :  T.C. Jones (Enzo/Miss Tyler), Jason Evers (Christopher Kohner), Karen Arthur (Gerta), Maggie Thrett (Dierdre), Laurie Burton (Alice), Britt Nilsson (Joan), Oscar Beregi Jr. (Colonel Dieboldt), Dub Taylor (Pete Carstairs), Ken Swofford (Sloan), John Pickard (Gouverneur Ireland), Jerry Laveroni (El Bardhoom), Don Rizzan (Markham), Sherry Mitchell (Silva), Dante D'Paulo (Jeff Smith), Ken Del Conte (Head Guard), Lawrence Aten (Desk Clerk), Tony Gange (Waiter).
- Résumé : James West découvre un agent du gouvernement agonisant dans sa chambre d'hôtel. Avant de mourir, l'homme parvient à lui confier le nom d'un assassin, censé vouloir éliminer le gouverneur du Colorado. James West va tenter de retrouver la piste du tueur pour vérifier s'il y a bien un complot en préparation.

### Épisode 16:La Nuit de la flèche
- Titre original : The Night of the Arrow
- Numéro(s) : 72 (3-16)
- Réalisateur : Alex Nicol
- Scénariste(s) : Leigh Chapman (écriture)
- Musique : Morton Stevens (superviseur)
- Distribution des rôles :
- Maquillage : Don Schoenfeld
- Costumes : Paula Giokaris et Jack Muhs
- Diffusion(s) : 
  -  États-Unis : 29 décembre 1967
  -  France :
- Invité(s) :  Jeannine Riley (Aimee Baldwin), Robert Phillips (Oconee), Robert J. Wilke (Maj. Gén. Titus Ord Baldwin), Frank Marth (Colonel Theodore M. Rath), Logan Field (le sergent), Roy Engel (Président Ulysses S. Grant), Paul Sorensen (Major Lock), Lew Brown (Garde #2), William H. Bassett (Lieutenant Carter), William Massey (Jailer), Venita Wolf (Lucy), Bill Callaway (Sentry), Frank Cappiello (Combattant).
- Résumé : Un général particulièrement ambitieux brigue fort sereinement la présidence des Etats-Unis en raison de ses irréprochables états de service. Il ne manque pas de mettre en avant son génie militaire et son aptitude à diriger. James West doit rapidement intervenir.

### Épisode 17:La Nuit du mannequin
- Titre original : The Night of the Headless Woman
- Numéro(s) : 73 (3-17)
- Réalisateur : Alan Crosland Jr.
- Scénariste(s) : Edward J. Lakso (écriture)
- Musique : Morton Stevens (superviseur)
- Distribution des rôles : William J. Kenney
- Maquillage : Don Schoenfeld
- Costumes : Paula Giokaris et Jack Muhs
- Diffusion(s) : 
  -  États-Unis : 5 janvier 1968
  -  France :
- Invité(s) :  Richard Anderson (Commissaire James Jeffers), Dawn Wells (Betsy Jeffers), John McLiam (Tucker), Theodore Marcuse (Abdullah Hassan), Steve Mitchell (Ringo), Harry Lauter (Le Shérif), Quentin Sondergaard (Chauffeur), Don Rizzan (Grooves), Pepe Callahan (Jon), Marlene Tracy (Joanne), Sandra Wells (Mary), Marina Ghane (Fatima), Lou Straley (Swanson), Larry Duran (l'imbécile).
- Résumé : …

### Épisode 18:La Nuit des vipères
- Titre original : The Night of the Vipers
- Numéro(s) : 74 (3-18)
- Réalisateur : Marvin J. Chomsky
- Scénariste(s) : Robert E. Kent (écriture)
- Distribution des rôles : William J. Kenney
- Maquillage : Don Schoenfeld
- Costumes :
- Musique : Morton Stevens
- Diffusion(s) : 
  -  États-Unis : 12 janvier 1968
  -  France :
- Invité(s) : Nick Adams (Shérif Dave Cord), Donald Davis (Maire Vance Beaumont), Sandra Smith (Nadine Conover), Richard O'Brien (Shérif Tenny), Johnny Haymer (Aloyisius Moriarity), Red West (Jack Klaxton), Gwyn Tilford (une Femme), Clay Hodges (Boxeur), Whitey Hughes (Shérif-adjoint).
- Résumé : …

### Épisode 19:La Nuit de la terreur cachée
- Titre original : The Night of the Underground Terror
- Numéro(s) : 75 (3-19)
- Réalisateur : James B. Clark
- Scénariste(s) : Max Hodge (écriture)
- Musique : Richard Shores (orchestration)
- Distribution des rôles : William J. Kenney
- Maquillage : Don Schoenfeld
- Costumes : Paula Giokaris et Jack Muhs
- Diffusion(s) : 
  -  États-Unis : 19 janvier 1968
  -  France :
- Invité(s) : Nehemiah Persoff (Major Hazard), Jeff Corey (Colonel Tacitus Mosely), Douglas Henderson (Colonel James Richmond), Sabrina Scharf (China Hazard), Gregg Martell (Cajun), Kenya Coburn (Madame Pompadour), Louise Lawson (femme esclave), Whitey Hughes (Steinlen), Dick Cangey (Carter), Jerry Laveroni (Quist), Red West (Maberly), Terry Leonard (Cope).
- Résumé : …

### Épisode 20:La Nuit de la mort masquée
- Titre original : The Night of the Death Masks
- Numéro(s) : 76 (3-20)
- Réalisateur : Mike Moder
- Scénariste(s) : Ken Pettus (écriture)
- Producteur(s) : Joe Kirby (assistant)
- Musique : Morton Stevens (superviseur)
- Distribution des rôles : William J. Kenney
- Maquillage : Emile LaVigne
- Costumes : Paula Giokaris et Jack Muhs
- Diffusion(s) : 
  -  États-Unis : 26 janvier 1968
  -  France :
- Invité(s) :  Milton Selzer (Emmet Stark), Patty McCormack (Betsy), Douglas Henderson (Colonel James Richmond), Louie Quinn (Mr. Goff), Bill Quinn (Docteur Prior), Bobbi Jordon (Fleur Fogarty), Judy McConnell (Amanda), Sam Edwards (Station Master), Kristi Kimble (Velia), Mike Ragan (Stage Driver), Chuck Courtney (Cavalry Officer), Dick Cangey (Soldat), Jerry Laveroni (Soldat).
- Résumé : …

### Épisode 21:La Nuit du mort-vivant
- Titre original : The Night of the Undead
- Numéro(s) : 77 (3-21)
- Réalisateur : Marvin J. Chomsky
- Scénariste(s) : Calvin Clements Jr. (écriture)
- Musique : Fred Steiner (orchestration)
- Distribution des rôles : William J. Kenney
- Maquillage :
- Costumes : Paula Giokaris et Jack Muhs
- Diffusion(s) : 
  -  États-Unis : 2 février 1968
  -  France :
- Invité(s) :  Hurd Hatfield (Docteur Articulus), Joan Delaney (Mariah Eddington), Priscilla Morrill (Phalah), John Zaremba (Docteur Paul Eddington), Joseph V. Perry (Barman), David Fresco (Griseley), Marvin Brody (joueur #1), Rush Williams (joueur #2), Roosevelt Grier (Tiny Jon), Hal DeWindt (Taro), Kai Hernandez (Domino), Alvenia Bentley (Danseuse créole).
- Résumé : Mariah, la fille du professeur Paul Eddington est enlevée par le docteur Articulus, un biologiste fou qui veut la forcer à l'épouser pour se venger de son père. West et Gordon découvrent qu'Articulus se livre à des expériences sur des êtres humains. Il a ainsi transformé certains de ses captifs en esclaves robots.

### Épisode 22:La Nuit de l'amnésique
- Titre original : The Night of the Amnesiac
- Numéro(s) : 78 (3-22)
- Réalisateur : Lawrence Dobkin
- Scénariste(s) : Leigh Chapman, Robert Bloomfield (histoire)
- Musique : Mundell Lowe (orchestration)
- Direction artistique : Robert Crawley Sr.
- Distribution des rôles :
- Maquillage : Don Schoenfeld
- Costumes : Paula Giokaris et Jack Muhs
- Diffusion(s) : 
  -  États-Unis : 9 février 1968
  -  France :
- Invité(s) : Sharon Farrell (Cloris Colton), Edward Asner (Furman Crotty), John Kellogg (Rusty), Kevin Hagen (Silas Crotty), Gil Lamb (Claude Peepers), George Petrie (Colonel Petrie), Johnny Jensen (le Garçon), James Nolan (le Garde), Jack Rigney (le Barman), Don Howorth (la Brute), Jerry Laveroni (Irish), Sebastian Tom (le masseur).
- Résumé : James West est chargé de transporter en lieu sûr l'unique réserve de vaccins antivarioliques de l'État. En chemin, la diligence de West est prise en embuscade par un gang, dirigé par Silas Crotty, qui vole le sérum et tire sur West alors qu'il essaie de protéger le vaccin. Lorsque West se réveille sur le terrain, il a perdu sa mémoire et son identité.

### Épisode 23:La Nuit de la bête
- Titre original : The Night of the Simian Terror
- Numéro(s) : 79 (3-23)
- Réalisateur : Michaël Caffey
- Scénariste(s) : Robert C. Dennis, Earl Barret
- Producteur(s) : Bruce Lansbury Joe Kirby(assistant)
- Musique : Morton Stevens (superviseur)
- Manager : Mike Moder
- Distribution des rôles : William J. Kenney
- Décor : Raymond Molyneaux
- Maquillage : Lynn F. Reynolds
- Costumes : Paula Giokaris et Jack Muhs
- Diffusion(s) : 
  -  États-Unis : 16 février 1968
  -  France :
- Invité(s) : John Abbott (Docteur Sigmund Von Liebig), Dabbs Greer (Sénateur Seth Buckley), H.M. Wynant (Aaron Buckley), Felice Orlandi (Benjamin Buckley), Grace Gaynor (Naomi Buckley), Ben Aliza (Caleb Buckley), Richard Kiel (Dimas Buckley), John S. Ragin (Révérend Hastings), James Gavin (Fletcher), Lori Lehman (Priscilla Hastings), Gabriel Walsh (le fermier), George D. Barrows (Johann).
- Résumé : West et Gordon sont confrontés à une bête tueuse dont les agissements semblent liés à un sénateur et à ses trois fils.

### Épisode 24:La Nuit de la conjuration
- Titre original : The Night of the Death Maker
- Numéro(s) : 80 (3-24)
- Réalisateur : Irving J. Moore
- Scénariste(s) : Robert E. Kent (écriture)
- Producteur(s) :  Bruce Lansbury, Joe Kirby (assistant)
- Musique : Jack Pleis (orchestration)
- Distribution des rôles : William J. Kenney
- Maquillage : Lynn F. Reynolds
- Costumes : Paula Giokaris et Jack Muhs
- Diffusion(s) : 
  -  États-Unis : 23 février 1968
  -  France :
- Invité(s) :  Wendell Corey (General Cullen Dane), Angel Tompkins (Marcia Dennison), Arthur Batanides (le sergent), J. Pat O'Malley (frère Angelo), Roy Engel (Président Ulysses S. Grant), Nicky Blair (Monk), Michael Fox (Gillespie), Charles Lampkin (fonctionnaire), Joe Lansden (agent secret), Britt Nilsson (fille #1), Gale Warren (fille #2)…
- Résumé : Au dernier moment, West et Gordon font échouer un attentat visant à assassiner le Président Grant. Lors de l'enquête, il s'avère que l'affaire cache une histoire plus complexe. L'arme utilisée a été dérobée peu de temps avant dans l'armurerie du gouvernement. Le Président refuse d'annuler un voyage à Denver, ainsi, James et Artémus n'ont que 36 heures pour trouver le responsable et l'arrêter avant qu'il ne soit trop tard.